# ملیتراسن
ملیتراسن(به انگلیسی: Melitracen) (با نام تجاری ملیکسران) یک داروی ضد افسردگی سه حلقه ای (TCA) برای درمان افسردگی و اضطراب است. 
ویژگی‌های داروشناسی ملیتراسن به درستی بررسی نشده و تا حد زیادی ناشناخته است ، اما احتمالاً به روشی مشابه سایر TCAها عمل می‌کند. در حقیقت، گزارش شده‌است که ملیتراسن دارای اثرات مشابه ایمی‌پرامین و آمی‌تریپتیلین در برابر افسردگی و اضطراب است، اگرچه با تحمل‌پذیری بهتر و شروع اثر سریعتر نسبت به آن دو.